# Begonia amphioxus
Begonia amphioxus là một loài thực vật có hoa trong họ Thu hải đường. Loài này được Sands mô tả khoa học đầu tiên năm 1990.